# کول‌تپه خونیق
کول تپه خونیق مربوط به عصر مس - سده‌های اولیه دوران‌های تاریخی پس از اسلام است و در شهرستان اهر، بخش مرکزی، دهستان گویجه بل، روستای خونیق واقع شده و این اثر در تاریخ ۱۵ دی ۱۳۸۷ با شمارهٔ ثبت ۲۳۹۵۳ به‌عنوان یکی از آثار ملی ایران به ثبت رسیده است.